# 冀贡泉故居
冀贡泉故居是一处近现代重要史迹及代表性建筑，位于中华人民共和国山西省吕梁市汾阳市文峰街道建昌村，是汾阳市文物保护单位之一。
冀贡泉于1882年出生于冀家大院。冀家大院建筑群包括9个大院，冀贡泉旧居位于其中的旧院（中院），坐北朝南，保存较好。
2002年6月，冀贡泉故居公布为汾阳市文物保护单位。